# Louis Vasseur
Pour les articles homonymes, voir Vasseur.
Louis Joseph Vasseur, né le 24 janvier 1885 à Roubaix et mort le 11 octobre 1968 à Issy-les-Moulineaux, est un athlète français, haltérophile, recordman de France amateur du lancer de poids en 1909 et de disque en 1906.

## Biographie
Il est médaillé d'argent dans la catégorie des moins de 80 kg aux Championnats du monde d'haltérophilie 1906 à Lille.
Il est champion de France du lancer du disque en 1906 et du lancer du poids en 1909. Il a fait quelques apparitions au cinéma dans les années 1930 (Le petit roi en 1933, Une femme chipée et L'aventurier en 1934).